# ヤン・ネポムク・マイール
ヤン・ネポムク・マイール (Jan Nepomuk Maýr（しばしば、Mayr、Mayer、Maierとも綴られる）、1818年2月17日 - 1888年10月25日）は、オーストリア＝ハンガリー帝国（現・チェコ）のオペラ歌手（テノール）、芸術監督、作曲家、指揮者、音楽教育者。今日では、プラハにあった仮劇場の初代芸術監督、首席指揮者として知られる。

## 生涯
当時オーストリア帝国の支配下にあったボヘミアの都市・ムニェルニークの出身。1839年にクラーゲンフルト（現・オーストリア領）の歌劇場でオペラ歌手としてキャリアをスタートさせる。1842年から1844年の間は、ボヘミアの中心地・プラハの様々な歌劇場で働く。その後、ドイツ連邦のダルムシュタット（現・ドイツ領）の歌劇場で活動するようになり1844年から1846年まで務める。フランティシェック・リーゲルからの要請により、プラハに帰国しエステート劇場の首席歌手となる。彼の歌唱力はチェコの聴衆から称賛されたものの、演技力を欠いていると評価された。そして、1848年に歌劇場のコーラス・マスターに任命された。
1851年頃からオペラに役者として出演することは少なくなり、プラハの様々な合唱団の指揮者として活動するようになる。その中には、プラハの大聖堂の聖歌隊も含まれる。1853年には、指揮者活動に専念するためにエステート劇場のコーラス・マスターを辞す。1850年代には、聖歌の指揮を通じて指揮者としての名声を高めていった。1854年には、プラハ音楽院の歌唱教師として着任している。
1862年秋に、仮劇場の初代芸術監督兼首席指揮者に着任する。この人選は、この地位を切望していたベドルジハ・スメタナを大いに失望させている。この劇場は、1862年11月18日に開場し、ヴィーチェスラフ・ハーレクの悲劇『Král Vukašín』が上演された。また、当時は適したチェコ・オペラが存在しないと考えられたため、ルイジ・ケルビーニ作の『二日間、または水の運搬人』が、1862年11月20日にオペラとして初めて上演されている。開場から少しの間は、仮劇場では戯曲と歌劇の上演が毎日交互に行われていたが、1864年より、歌劇は毎日上演されることとなった。
マイールは1866年9月まで、仮劇場の初代芸術監督兼首席指揮者の地位にあった。彼の在職中は、スメタナとの敵対関係が良く知られている。スメタナは、仮劇場の保守主義とチェコ・オペラの促進という課題の失敗を批判していた。これに対し、マイールはスメタナのオペラ『ボヘミアのブランデンブルク人』を上演拒否するという報復に出ている。1866年の異動で、マイールは仮劇場の初代芸術監督兼首席指揮者を解任され、その地位にはスメタナが就くこととなった 。その後も、マイールは指揮者として活動を続けた。1874年末には、スメタナが失聴により仮劇場の職を辞したため、マイールが仮劇場の首席指揮者に再任された。
1888年にプラハで死去。
マイールは、少数であるが楽曲も作曲している。そのほとんどは聖歌であるが『Horymír』と『Jaromír, vojvoda český』という2本のオペラも作曲している。